# Mathias Klang
Mathias Torbjörn Klang, född 10 maj 1967, är en svensk filosofie doktor i informatik med juridisk inriktning och forskare vid Göteborgs universitet och Bibliotekshögskolan vid Högskolan i Borås. Klang var tidigare projektledare för Svenska Creative Commons och arbetar med teori, praktiska tillämpningsfrågor och upplysning om upphovsrätt och licenser.
Han disputerade 2006 på avhandlingen Disruptive Technology – The effects of technology regulation on democracy. Där studerade Klang försök att lagreglera Internet-teknikens samhällsstörande effekter och hävdade att Internet i grunden förändrar vårt sociala beteende. Han drog slutsatsen att lagstiftare vanligen minskat Internets potentiella demokratiska fördelar genom sina ingrepp. Den grundläggande tesen i avhandlingen är att regleringen av teknik i informationssamhället är detsamma som reglering av själva demokratin. Eftersom det handlar om komplex teknik marginaliseras medborgaren genom regleringen av demokratin.
Mathias Klang har publicerat forskning och debattartiklar på området rättigheter och teknologi, redigerat boken Human Rights in the Digital Age (2005) tillsammans med Andrew Murray samt skrivit boken Copyright – Copyleft: En guide om upphovsrätt och licenser på nätet (2008). Han är även aktiv inom Free Software Foundation Europe samt sitter i styrelsen för Föreningen Fri Kultur och Programvara - FFKP.
Mathias Klang var ledamot av den parlamentariskt sammansatta E-offentlighetskommittén som arbetade med säkerhetskopiors rättsliga status och utlämnande av allmänna handlingar i elektronisk form . Kommitténs förslag kan läsas i delbetänkandet Säkerhetskopiors rättsliga status och slutbetänkandet Allmänna handlingar i elektronisk form - offentlighet och integritet.